# Szklany (wrak)
Szklany (F53.30) – wrak XVII-wiecznej drewnianej jednostki handlowej. Został odkryty w 2012 roku przez pracowników Urzędu Morskiego w Gdyni.
Wrak znajduje się na głębokości 20 metrów i odległości 5 mil morskich od brzegu na wysokości Gdyni Orłowo. Wrak zawdzięcza swoją nazwę znalezionemu wewnątrz ładunkowi kilkudziesięciu wciąż niepotłuczonych butelek.

## Opis i budowa
Statek został skonstruowany z drewna dębowego metodą karawelową. Wrak zajmuje  powierzchnię 200 metrów kwadratowych. Długość obiektu wynosi 25 metrów, a szerokość około 7 metrów.

## Historia statku
Statek zbudowano w pierwszej połowie XVII wieku z drewna dębowego sprowadzanego z północnych Niemiec. Transportował beczki ze sztabami żelaznymi, różnej wielkości butelki, a także trzy armaty. Badania wraku, podczas których odkryto liczne ślady spalenizny, sugerują, że statek zatonął w wyniku pożaru.
Wrak odkryty został w 2013 roku. Badania archeologów podwodnych rozpoczęły się ponad rok później, gdyż przy wstępnych oględzinach na wraku płetwonurkowie znaleźli fragment torpedy z okresu II wojny światowej. Została ona usunięta przez saperów Marynarki Wojennej w 2014 roku.

## Zabytki wydobyte z wraku
Dzięki odkryciu wraku pozyskano kilkaset obiektów, w tym wiele kompletnych szklanych butelek z cynowymi nakrętkami. Oprócz tego pozyskano beczki drewniane zawierające sztaby żelazne, działa żelazne oraz fragmenty obuwia. "Szklany" jest drugim po Miedziowcu wrakiem wydobytym z Bałtyku z zachowanym ładunkiem.